# Đại Thành, Chương Hóa

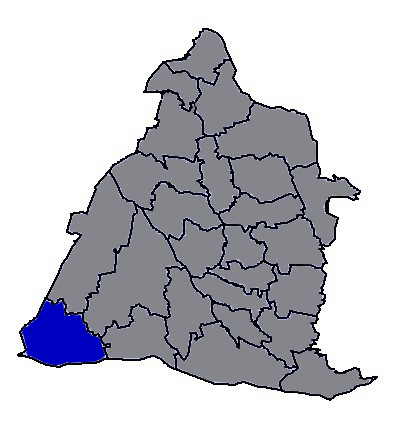
Vị trí tại Chương Hóa

Đại Thành (tiếng Trung: 大城鄉; bính âm: Dàchéng Xiāng) là một hương (xã) của huyện Chương Hóa, tỉnh Đài Loan, Trung Hoa Dân Quốc (Đài Loan). Hương nằm ở ven biển, thuộc về phía tây nam của huyện và có địa hình đồng bằng. Tổng diện tích của Đại Thành là 63,7400 km², dân số vào tháng 8 năm 2011 là 18.696 người thuộc 5.401 hộ gia đình, mật độ cư trú đạt 293,3 người/km².